# Josef Hickersberger
Josef Hickersberger est un footballeur autrichien né le 27 avril 1948 à Amstetten, qui évoluait au poste de milieu de terrain au FK Austria Vienne et en équipe d'Autriche. Après sa carrière de footballeur, il est devenu entraineur.
Hickersberger a marqué cinq buts lors de ses trente-neuf sélections avec l'équipe d'Autriche entre 1968 et 1978. Il a notamment participé à la Coupe du Monde en 1978.
De 1988 à 1990 et de janvier 2006 à juin 2008, il a été le sélectionneur de l'équipe d'Autriche de football.

## Palmarès de joueur

### En équipe nationale
- 39 sélections et 5 buts avec l'équipe d'Autriche entre 1968 et 1978

### Avec l'Austria Vienne
- Champion d'Autriche en 1969 et 1970
- Vainqueur de la Coupe d'Autriche en 1967 et 1971

### Avec le SSW Innsbruck
- Vainqueur de la Coupe d'Autriche en 1979

### Avec le Rapid de Vienne
- Champion d'Autriche en 1982

## Palmarès d'entraîneur

### Avec l'Austria Vienne
- Vainqueur de la Coupe d'Autriche en 1994

### Avec Al Ahly
- Champion du Bahreïn en 1996

### Avec Al Ittihad
- Champion du Qatar en 2002

### Avec le Rapid de Vienne
- Champion d'Autriche en 2005